# Boswil
Boswil là một đô thị trong huyện Muri thuộc bang Aargau ở Thụy Sĩ.
Đô thị này nằm ở thung lũng Bünz tại chân núi Lindenberg. Đô thị này gồm các làng Wissenbach và Sentenhof.